# Natuurpark Oyambre

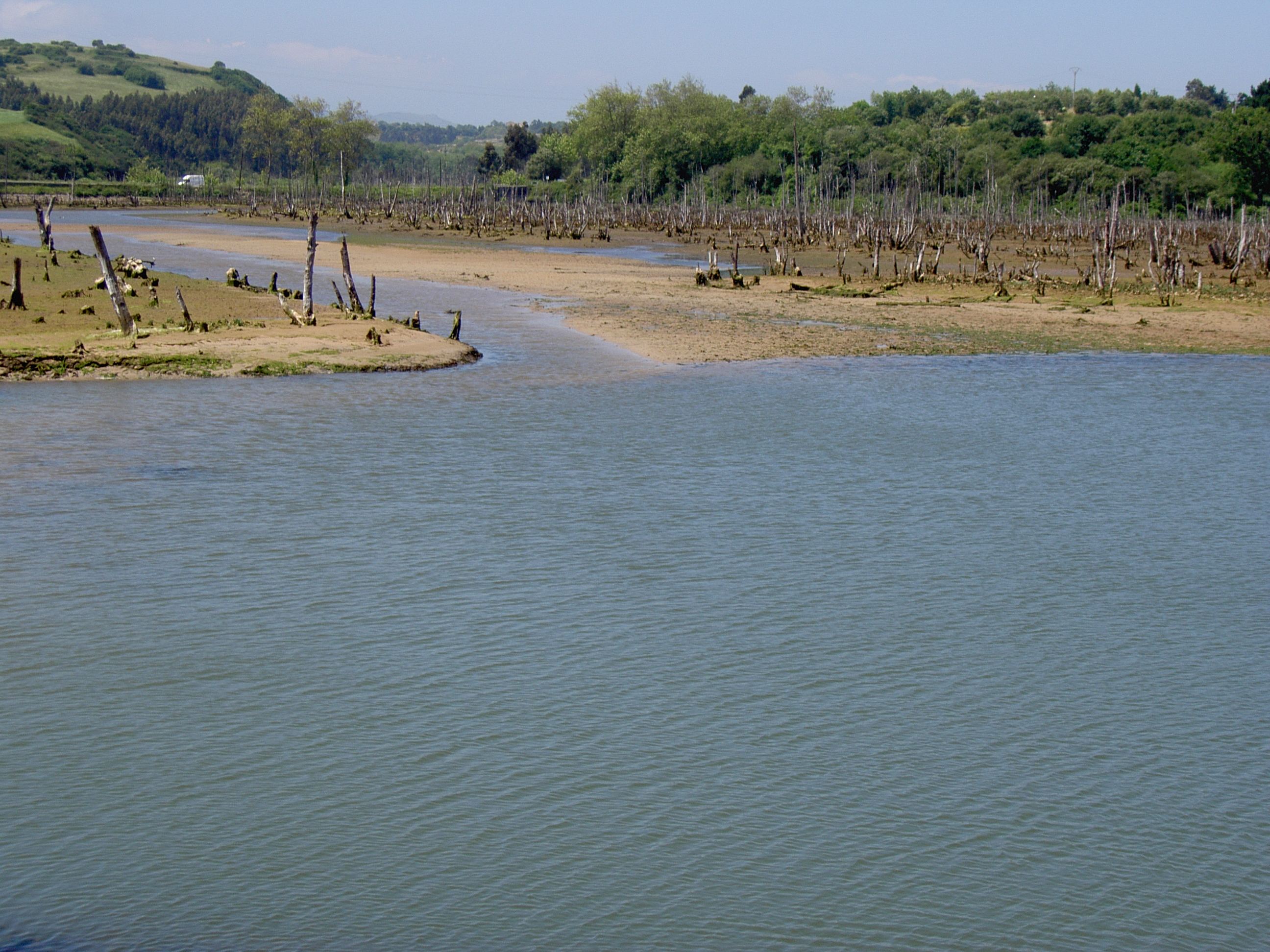

Het Natuurpark Oyambre (Spaans: Parque natural de Oyambre) is een natuurpark in Cantabrië in Spanje. Het natuurpark werd opgericht in 1988 en is 5758 hectare groot. Het natuurpark omvat het estuarium van de Ría de San Vicente en de Ría de la Rabia.